# Vorm Eichholz
Vorm Eichholz ist ein Ortsteil in der bergischen Großstadt Wuppertal.

## Lage und Beschreibung

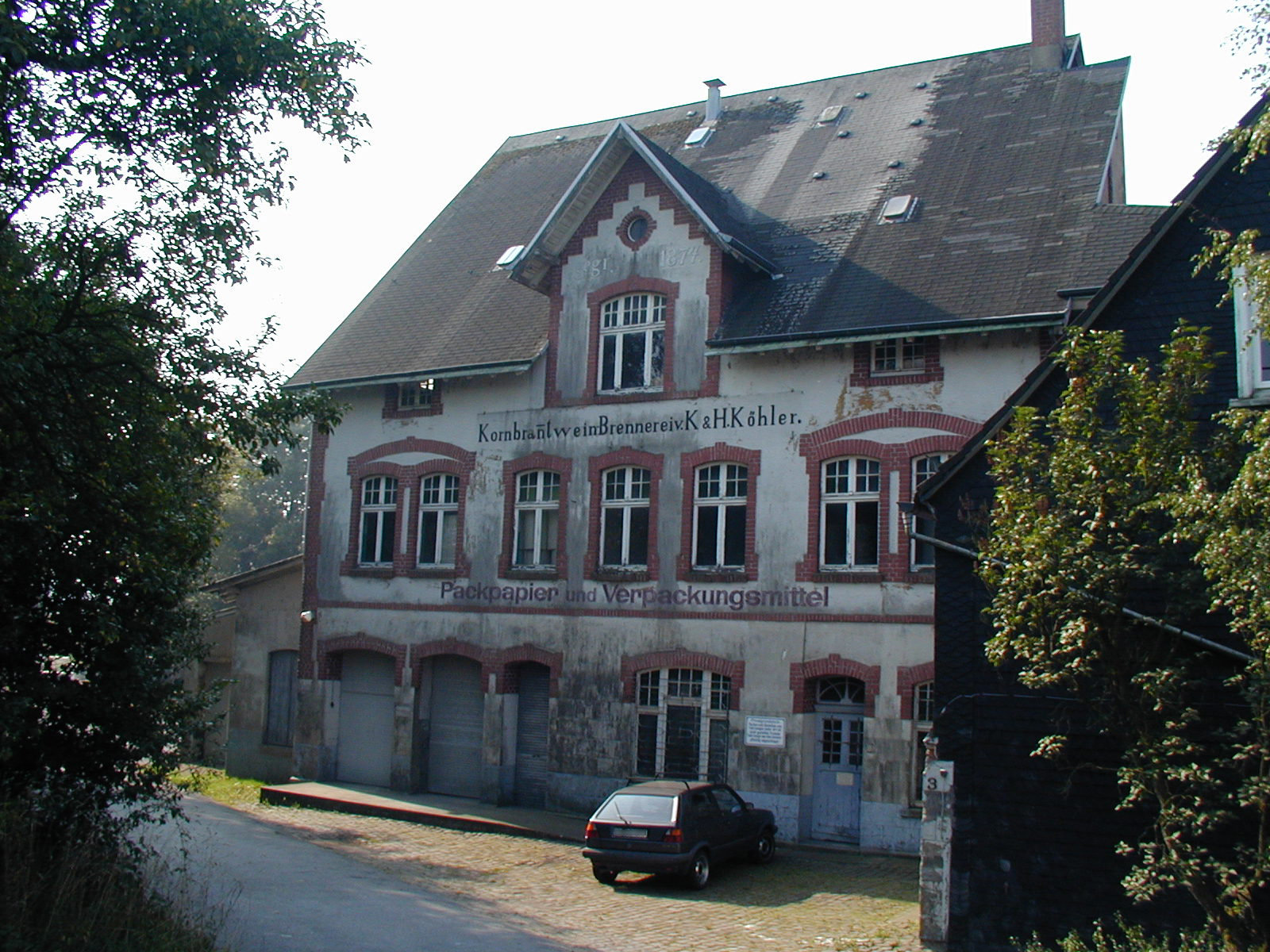
Ehemalige Kornbrennerei in Vorm Eichholz

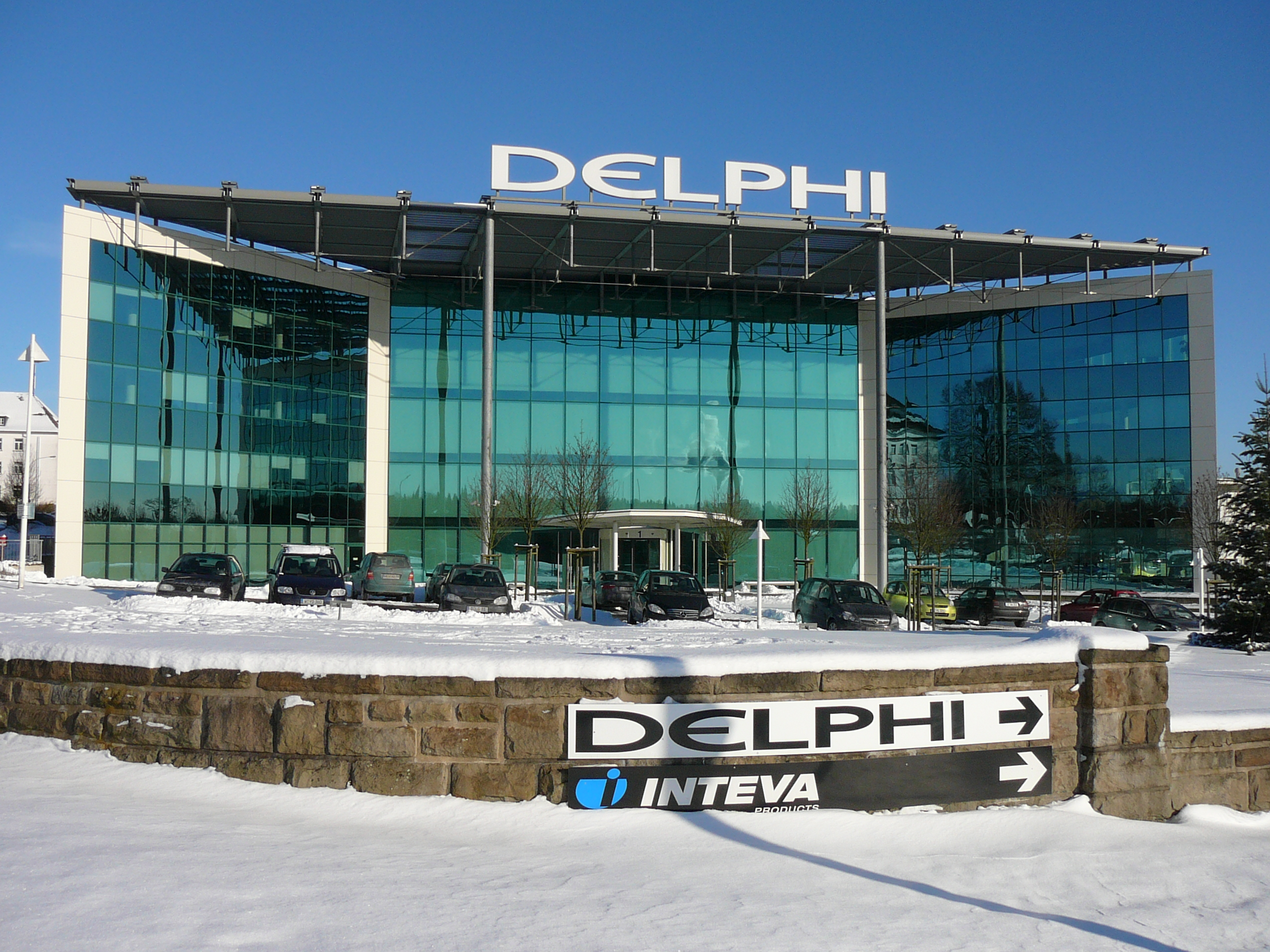
Eingangsbereich der Deutschlandzentrale der Firma Delphi Corporation

Vorm Eichholz liegt im Süden des Wohnquartiers Grifflenberg im Stadtbezirk Elberfeld auf einer Höhe von 295 m ü. NHN oberhalb des Gelpetals. Westlich des  Ortes verläuft die Landesstraße 418. Östlich grenzt Vorm Eichholz an das Gelände der ehemaligen Sagan-Kaserne, das nun als Technologiezentrum und als Deutschlandzentrale der Firma Delphi Corporation genutzt wird. Ebenfalls östlich befindet sich die umfangreiche gleichnamige Kleingartenanlage Vorm Eichholz. 
Neben alten Hofgebäuden besteht Vorm Eicholz aus mehreren Einfamilienhäusern und der ehemaligen Kornbrennerei K.& H. Köhler. 
Im Ort entspringt ein Zufluss der Gelpe.

## Geschichte
Der Ort ist aus einer Hofschaft hervorgegangen, die bereits 1567 als Eickholt erstmals urkundlich erwähnt wurde. Der Hof gehörte zum Kirchspiel Elberfeld im bergischen Amt Elberfeld. Auf der Topographia Ducatus Montani des Erich Philipp Ploennies aus dem Jahre 1715 ist der Ort als Eichholt verzeichnet. 1815/16 besaß der Ort 26 Einwohner.
1832 gehörte der Ort zur Holz und Eichholzer Rotte des ländlichen Außenbezirks des Kirchspiels und der Stadt Elberfeld. Der laut der Statistik und Topographie des Regierungsbezirks Düsseldorf als Ackergut kategorisierte Ort besaß zu dieser Zeit drei Wohnhäuser und sieben landwirtschaftliche Gebäude. Zu dieser Zeit lebten 25 Einwohner im Ort, davon drei katholischer und 22 evangelischer Konfession. 1888 sind in dem Gemeindelexikon der Rheinprovinz vier Häuser mit 32 Einwohnern verzeichnet.